# العلاقات الأسترالية الكرواتية
العلاقات الأسترالية الكرواتية هي العلاقات الثنائية التي تجمع بين أستراليا وكرواتيا.

## مقارنة بين البلدين
هذه مقارنة عامة ومرجعية للدولتين:
| وجه المقارنة                                              | أستراليا                                   | كرواتيا                                                  |
| --------------------------------------------------------- | ------------------------------------------ | -------------------------------------------------------- |
| المساحة (كم2)                                             | 7.69 مليون                                 | 56.59 ألف                                                |
| عدد السكان (نسمة)                                         | 24.51 مليون                                | 4.11 مليون                                               |
| الكثافة السكانية (ن./كم²)                                 | 3.19                                       | 72.63                                                    |
| العاصمة                                                   | كانبرا، ملبورن                             | زغرب                                                     |
| اللغة الرسمية                                             | لغة إنجليزية                               | اللغة الكرواتية                                          |
| العملة                                                    | دولار أسترالي، جنيه إسترليني، جنيه أسترالي | كونا كرواتية                                             |
| الناتج المحلي الإجمالي (بليون دولار)                      | 1.32 تريليون                               | 54.85 مليار                                              |
| الناتج المحلي الإجمالي (تعادل القوة الشرائية) بليون دولار | 1.10 تريليون                               | 94.64 مليار                                              |
| الناتج المحلي الإجمالي الاسمي للفرد دولار أمريكي          | 56.31 ألف                                  | 11.54 ألف                                                |
| الناتج المحلي الإجمالي للفرد دولار أمريكي                 | 45.92 ألف                                  | 21.64 ألف                                                |
| مؤشر التنمية البشرية                                      | 0.939                                      | 0.818                                                    |
| رمز المكالمات الدولي                                      | +61                                        | +385                                                     |
| رمز الإنترنت                                              | .au                                        | .hr                                                      |
| المنطقة الزمنية                                           |                                            | توقيت وسط أوروبا، ت ع م+01:00، ت ع م+02:00، أوروبا/زغرب ‏ |

## مدن متوأمة
في ما يلي قائمة باتفاقيات التوأمة بين مدن أسترالية وكرواتية:
- ترتبط City of Cockburn [الإنجليزية]‏ مع سبليت باتفاقية توأمة.

## منظمات دولية مشتركة
يشترك البلدان في عضوية مجموعة من المنظمات الدولية، منها:
| علم المنظمة | اسم المنظمة                               | تاريخ انضمام أستراليا | تاريخ انضمام كرواتيا |
| ----------- | ----------------------------------------- | --------------------- | -------------------- |
|             | منظمة التجارة العالمية                    | ?                     | ?                    |
|             | الاتحاد البريدي العالمي                   | ?                     | ?                    |
|             | مجموعة الموردين النوويين                  | ?                     | ?                    |
|             | يونسكو                                    | 4 نوفمبر 1946         | 1 يونيو 1992         |
|             | الفريق المعني برصد الأرض                  | ?                     | ?                    |
|             | مؤسسة التمويل الدولية                     | 20 يوليو 1956         | 25 فبراير 1993       |
|             | المركز الدولي لتسوية المنازعات الاستشارية | 1 يونيو 1991          | 22 أكتوبر 1998       |
|             | منظمة حظر الأسلحة الكيميائية              | ?                     | ?                    |
|             | مؤسسة التنمية الدولية                     | 24 سبتمبر 1960        | 25 فبراير 1993       |
|             | مجموعة أستراليا                           | 1985                  | 2007                 |
|             | وكالة ضمان الاستثمار متعدد الأطراف        | 10 فبراير 1999        | 19 مارس 1993         |
|             | الاتحاد الدولي للاتصالات                  | 27 مايو 1878          | 3 يونيو 1992         |
|             | منظمة الشرطة الجنائية الدولية             | ?                     | ?                    |
|             | الأمم المتحدة                             | 1 نوفمبر 1945         | 22 مايو 1992         |
|             | البنك الدولي للإنشاء والتعمير             | 5 أغسطس 1947          | 25 فبراير 1993       |
|             | المنظمة الهيدروغرافية الدولية             | ?                     | ?                    |

## أعلام
هذه قائمة لبعض الشخصيات التي تربطها علاقات بالبلدين:
- أندرو بوجوت (لاعب كرة سلة أسترالي، 28 نوفمبر 1984 – )
- أندريه بيجيك (28 أغسطس 1991 – )
- أوليفر بوزانيتش (لاعب كرة قدم أسترالي، 8 يناير 1989[30] – )
- إريك بانا (9 أغسطس 1968[31] – )
- بيرنارد توميتش (لاعب كرة مضرب أسترالي، 21 أكتوبر 1992 – )
- توني بوبوفيتش (لاعب كرة قدم أسترالي، 4 يوليو 1973[32] – )
- جوسيب سيمونيتش (لاعب كرة قدم كرواتي، 18 فبراير 1978[33] – )
- جيسون كولينا (لاعب كرة قدم أسترالي، 5 أغسطس 1980[34] – )
- زيليكو كالاتش (لاعب كرة قدم أسترالي، 16 ديسمبر 1972[35] – )
- ماثيو سبيرانوفيتش (لاعب كرة قدم أسترالي، 27 يونيو 1988[36] – )
- مارك بريشيانو (لاعب كرة قدم أسترالي، 11 فبراير 1980[37] – )
- مارك فيدوكا (لاعب كرة قدم أسترالي، 9 أكتوبر 1975[38] – )
- ميلي يديناك (لاعب كرة قدم أسترالي، 3 أغسطس 1984 – )
- نيد زيليتش (لاعب كرة قدم أسترالي، 4 يوليو 1971[39] – )
- يلينا دوكيتش (لاعبة كرة مضرب أسترالية، 12 أبريل 1983 – )

## وصلات خارجية
- موقع وزارة الخارجية الأسترالية
- موقع وزارة الخارجية الكرواتية